# Sklaverei im Sudan
Die Sklaverei im Sudan betraf zu verschiedenen Zeiten unterschiedliche Gebiete der heutigen Staaten Sudan und Südsudan. Besonders seit der Mitte des 18. Jahrhunderts dienten vor allem die südlichen Regionen als Sklavenjagdgebiet für Händler aus dem nördlichen Sudan und Ägypten.
Im Zuge des zweiten Bürgerkrieges im Südsudan (1983–2005) versklavten paramilitärische Milizen, die auf der Seite der sudanesischen Regierung gegen südsudanesische Rebellen kämpften, vorwiegend Frauen und Kinder von den Ethnien der Dinka und Nuba.
Durch die Berichte ehemaliger Sklaven wie Mende Nazer und Francis Bok wurde das Fortbestehen der Sklaverei im Sudan international bekannt. Wie viele Menschen versklavt wurden bzw. weiterhin in Sklaverei leben, ist nicht genau bekannt, Schätzungen reichen von einigen Zehntausend bis 100.000.

## Geschichte

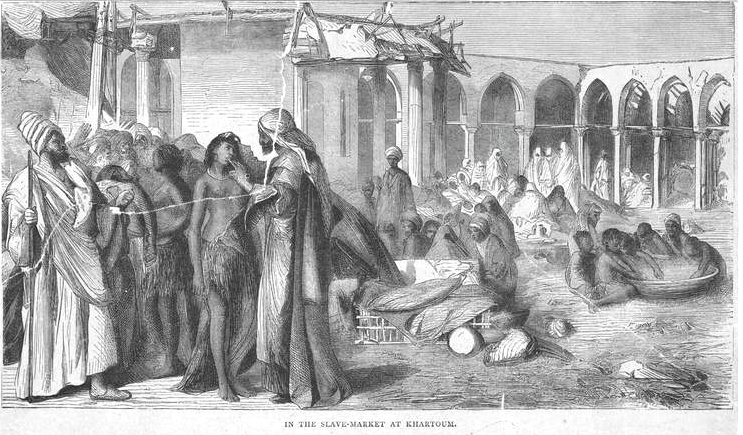
Sklavenmarkt in Khartum (1879)

Historische Quellen belegen den Handel mit Sklaven im Gebiet des heutigen Sudans bereits zu pharaonischen Zeiten. Die Sklaven stammten zu unterschiedlichen Zeiten aus Nubien, aus den Nuba-Bergen und weiter südlich gelegenen Gebieten. Der heutige Südsudan wurde im Zuge der Eroberung durch das osmanische Ägypten ab 1821 für Sklavenjäger aus dem Norden zugänglich.
Unter den Sklavenjägern waren sowohl „arabische“ Nordsudanesen als auch Angehörige weiterer Volksgruppen wie etwa der Fur aus Darfur. Die Fur bezeichneten die nicht-muslimischen Volksgruppen südlich des Sultanats Darfur, die als „versklavbar“ galten, als Fertit.
Der Höhepunkt des Sklavenhandels liegt zwischen 1750 und 1850. Die angrenzenden islamischen Gesellschaften übten quasi ein Monopol über die Sklavenjagd in Schwarzafrika aus. Berichte von Missionaren und Forschern aus dieser Zeit beschreiben die Verschleppung von Menschen aus Dörfern und deren Folter zur Belustigung. Khartum wurde zum Umschlagplatz für Sklaven aus dem Süden. Nach 1850 stieg der Sklavenhandel im Sudan  – entgegen der weltweiten Tendenz – weiter an. Vor allem in der Provinz Bahr al-Ghazal wurde eine systematische Sklavenjagd unter dem dort eingesetzten ägyptischen Gouverneur Zobair Pascha betrieben. Zwischen 1875 und 1879 wurde die Zahl der in die Sklaverei verschleppten Menschen im Sudan vom britischen Gouverneur Gordon mit 100.000 angegeben.
Auch in der Zeit des Mahdi-Reichs (1885–1898) wurden weiter Südsudanesen versklavt. Lediglich der Export von Sklaven war verboten worden. Da in der Armee der Mahdisten viele Sklaven kämpften, lag der Grund für das Exportverbot hauptsächlich darin, eine Schwächung der Armee zu verhindern. Die anglo-ägyptische Kolonialmacht unterband den Export, tolerierte aber zum Teil die Sklaverei im Inneren entgegen offiziellen Verboten, weil sie ebenfalls von (ehemaligen) Sklaven in der Armee profitierte und die nordsudanesischen Eliten nicht verärgern wollte.

## Heutige Sklaverei
Die Bürgerkriege im Südsudan, die auf die Unabhängigkeit des Sudans 1956 folgten, führten zu einem Wiederaufleben der Sklaverei. Verstärkt im zweiten Bürgerkrieg (1983–2005) verschleppten Milizen aus dem Nordsudan, die von der sudanesischen Regierung als Paramilitärs gegen die Rebellen der SPLA ausgerüstet wurden, südsudanesische Zivilisten und verkauften sie dort in die Sklaverei. Die Regierung, die 1983 die Scharia eingeführt hatte, tolerierte oder unterstützte dies. Sie verneint die Existenz von Sklaverei und spricht offiziell von „Entführungen“ im Kontext lokaler Stammesfehden, über die sie kaum Kontrolle habe.
Besonders stark von Sklavenjagden betroffen war das hauptsächlich von Dinka bewohnte Gebiet Northern Bahr el-Ghazal, das an der Grenze zum Norden liegt. Hier waren viele Milizionäre zur Sicherung der Nachschubzüge in die Garnisonsstadt Aweil im Einsatz. Auch in den Nubabergen kam es zu Versklavungen.
Das Friedensabkommen zwischen Regierung und Rebellen im Jahr 2005 beendete den Krieg im Südsudan und damit die Sklavenjagden weitgehend.
Manchen Berichten zufolge wurden auch im andauernden Konflikt in Darfur vereinzelt Zivilisten von Dschandschawid-Milizen entführt, allerdings kommt dies seltener vor als im Süden. Als Hauptgrund hierfür wird angeführt, dass die schwarzafrikanischen Bewohner Darfurs ebenso wie die hellhäutigeren arabischen Nordsudanesen Muslime sind und somit theoretisch von anderen Muslimen nicht versklavt werden sollten.

### Sklavenfreikaufaktionen
Als ab Anfang der 1990er Jahre in der westlichen Presse über Sklaverei im Sudan berichtet wurde, begannen zahlreiche evangelikale Sekten in den USA und Kanada Geld zu sammeln, um Sklaven freizukaufen. Ab 1995 beteiligte sich Christian Solidarity International (CSI) aus der Schweiz in großem Stil an der „Sklavenbefreiung“. Andere internationale Organisationen wie die britische Christian Solidarity International Worldwide und die US-amerikanische Anti Slavery Group betrieben oder betreiben ebenfalls Freikaufprogramme für Sklaven. Diese Programme haben nach Angaben von CSI Zehntausenden zur Freiheit und Rückkehr in den Südsudan verholfen. Andere Organisationen wie UNICEF und das Dinka-Komitee kritisieren sie als moralisch fragwürdig und kontraproduktiv, da sie Sklavenhändler für ihre Verbrechen belohnen und zusätzliche finanzielle Anreize für weitere Sklavenjagden schaffen könnten. Kindersklaven aus dem Südsudan wurden teilweise bereits ab 15 US-Dollar verkauft, ein Rückkauf für 50 bis 100 US-Dollar an ausländische Aufkäufer entwickelte, so lautet die Kritik, eine wirtschaftliche Dynamik und war gewinnbringender als der eigentliche Sklavenhandel. Dinka in betroffenen Gebieten und Menschenrechtsorganisationen beobachteten teilweise eine Zunahme von Entführungen. Die Sklavenaufkäufer gelangten während des Bürgerkrieges im Zusammenhang mit der Operation Lifeline Sudan über den kenianischen Flughafen Lokichoggio in den Süden des Landes. Einer der Orte, die Umschlagplätze für den Sklavenhandel waren und an denen Freikäufe stattfanden, war Nyamlell.  
CSI meint demgegenüber, dass die Sklaverei im Sudan vor allem eine Folge des Krieges und zum Teil gezielt eingesetzte „Kriegswaffe“ und weniger auf wirtschaftliche Motive zurückzuführen sei. Diese Ansicht entspricht der Sprachregelung der sudanesischen Regierung, die, ohne die Praxis von Sklavenrazzien und Freikaufsaktionen zu verurteilen, die Begriffe „Sklaverei“ und „Sklavenbefreiung“ nur in Anführungszeichen erwähnt und stattdessen von „Entführungen aufgrund von Stammeskriegen“ spricht.

### Maßnahmen zur Abschaffung
Auf internationalen Druck gründete die sudanesische Regierung 1999 ein Komitee zur Abschaffung der Entführung von Frauen und Kindern (englisch Committee for the Eradication of the Abduction of Women and Children, kurz CEAWC), das nach eigenen Angaben 6000 Dinka-Sklaven in den Südsudan zurückführte. Im August 2006 musste es wegen Finanzproblemen seine Arbeit einstellen. Anfang 2008 nahm es sie, nun finanziert von der südsudanesischen Autonomieregierung, wieder auf.
Das von James Aguer Alic geführte Dinka-Komitee setzt sich für die Befreiung von Sklaven – insbesondere vom Volk der Dinka – ein und konnte bis 2003 die Befreiung von schätzungsweise 2200 Sklaven erreichen. Hierbei arbeitet es teilweise mit Nordsudanesen zusammen.

## Das Thema in Kunst und Kultur
Die Sklaverei im Sudan ist ein zentrales Thema in mehreren Orient-Romanen des deutschen Schriftstellers Karl May. Die Menschenjagd und der Sklavenhandel spielen etwa eine wesentliche Rolle in den drei Bänden der Mahdi-Trilogie.
In einem Essay über die Geschichte der Sklaverei im Sudan aus dem Jahr 2015 diskutierte die Schriftstellerin Fatin Abbas Formen der Sklaverei vom frühen 19. Jahrhundert bis zum unabhängigen Sudan des 20. Jahrhunderts. Dabei beschrieb sie, wie die Sklaverei die vorherrschenden Vorstellungen im Land ihrer Eltern geprägt hat, indem die Menschen entweder als muslimische und arabisierte Nordsudanesen oder als Südsudanesen mit traditioneller afrikanischer oder christlicher religiöser Prägung klassifiziert wurden.